# Cesare Sessa
Cesare Sessa (Raffadali, 20 marzo 1885 – Roma, 5 febbraio 1954) è stato un politico e partigiano italiano.

## Biografia
Nato in una piazza che oggi porta il suo nome, nel 1910 si laureò in giurisprudenza ma non esercitò mai la professione di avvocato.
Nel 1911 fondò alcune associazioni contadine inserite nell'orbita del Partito Socialista Italiano, di cui fu segretario comunale nel paese natio per otto anni a partire dal 1913. Nel 1915 abbracciò le idee dei neutralisti e fece dei comizi talmente aspri da essere spedito al confino ad Ivrea.
Nel 1921, a seguito della scissione di Livorno, aderì al Partito Comunista d'Italia, di cui entrò nello stesso anno nel comitato centrale e di cui fu segretario comunale della provincia di Agrigento dal 1922 al 1925. Sostenitore di Amadeo Bordiga, svolse attività anti-fascista clandestina e dal 1943 prese parte alla guerra partigiana nelle file delle Brigate Garibaldi.
Dopo la caduta del fascismo, Sessa prese parte alla resistenza. Alla fine del conflitto, Sessa tornò a fare politica nel suo paese di cui venne eletto sindaco più volte. Dopo la morte gli succedette nella carica di Sindaco di Raffadali Salvatore Di Benedetto.
Fu nominato presidente della Provincia di Agrigento, fu Delegato regionale dell'Amministrazione Provinciale, membro della "Consulta Regionale" e portò il suo contributo di giurista al progetto di Statuto regionale, fatto poi proprio dall'Assemblea Costituente.
Nel 1946 si candidò all'Assemblea Costituente, ma perse per circa 900 voti.
Il 30 aprile 1947 divenne deputato all'Assemblea regionale siciliana, carica da cui si dimise solo un anno più tardi essendo nel frattempo stato eletto al Senato della Repubblica nelle file del Fronte Democratico Popolare. Il PCI gli ripropose di candidarsi nel 1953 ma egli rifiutò a causa delle avverse condizioni di salute che lo avrebbero portato di lì a poco alla morte, avvenuta a febbraio 1954 all'età di 68 anni.